# STS-51-E
 STS-51-E, voluit Space Transportation System-51-E, is een geannuleerde space shuttlemissie. Ze werd geannuleerd omdat de Challenger problemen had met de Externe tank van de Space Shuttle.

## Bemanning
De bemanning zou bestaan uit:
- Karol J. Bobko
- Donald E. Williams
- M. Rhea Seddon
- S. David Griggs
- Jeffrey A. Hoffman
- Patrick Baudry
- Jake Garn